# Knud Hertling
Pour les articles homonymes, voir Hertling.
Knud Hertling, né le 7 janvier 1925 à Paamiut (Danemark) et mort le 26 octobre 2010, est un homme politique danois, membre des Sociaux-démocrates, ancien ministre et ancien député au Parlement (le Folketing).

### Sources
- (da) Cet article est partiellement ou en totalité issu de l’article de Wikipédia en danois intitulé « Knud Hertling » (voir la liste des auteurs).